# 7118 Куклов
7118 Куклов (7118 Kuklov) — астероїд головного поясу, відкритий 4 листопада 1988 року.
Тіссеранів параметр щодо Юпітера — 3,343.